# کسویگ (آنهالت)
شهر کسویگ در ایالت زاکسن-آنهالت در کشور آلمان واقع شده است.